# Kill the Noise
Kill the Noise, de son vrai nom Jacob Stanczak (né à Rochester, État de New York), est un DJ et producteur américain,. Recess, sa collaboration avec Skrillex, Fatman Scoop et Michael Angelakos, atteint la 57e place dans le UK Singles Chart. La chanson est le titre du premier album de Skrillex, Recess. Il s'est produit à Coachella, Electric Daisy Carnival (EDC), Lollapalooza, Ultra Music Festival, Creamfields, Spring Awakening Music Festival, Holy Ship, Electric Zoo, Electric Forest, Bonnaroo et Tomorrowland.

## Biographie
En 2006, Stanczak enregistre un mix de DJ pour la compilation Shades of Black de Barcode Recordings, qui est présenté lors de la sortie du CD. En 2011, Kill the Noise a produit les titres Narcissistic Cannibal et Fuels the Comedy de The Path of Totality, dixième album studio de Korn. Narcissistic Cannibal sort en single le 18 octobre 2011, et l'album suit le  6 décembre 2011. Le 3 février 2012, Stanczak est monté sur scène avec Korn lors de l'émission Jimmy Kimmel Live!.
Kill the Noise est choisi comme « Video Pick of the Year » par MTV Clubland pour sa chanson Kill the Noise (Part I) publiée sur son EP Kill Kill Kill en 2011 chez OWSLA. En 2013, Kill the Noise est choisi une deuxième fois pour le « Pick of the Year » de MTV Clubland pour sa chanson Black Magic (Kill the Noise Pt II), tirée de son EP BLVCK MVGIC sorti en 2012. La même année, il entame une tournée nord-américaine en tête d'affiche intitulée The Black Magic Mystical Wonder Tour.
Kill the Noise commence à travailler sur de multiples bandes originales de films, comme Ninja Turtles (2014), avec le titre certifié platine Shell Shocked avec Juicy J, Wiz Khalifa, Ty Dolla $ign et le compositeur Brian Tyler. En octobre 2014, Kill the Noise et Feed Me sortent leur single Far Away accompagné d'un clip vidéo animé par Augenblick Studios qui est connu pour son travail sur l'émission Super Jail d'Adult Swim. En 2014, Kill the Noise s'associe à l'artiste Mat Zo du label Anjunabeats pour sortir le titre Kill the Zo, Pt. Il est accompagné d'une tournée homonyme. En 2015, Kill the Noise sort son premier album OCCULT CLASSIC chez OWSLA. L'album comprend Awolnation, Dillon Francis, Tommy Trash et Madsonik. La sortie de cet album est suivie d'une tournée en tête d'affiche appelée Occult Classic Tour qui parcourt l'Amérique du Nord.
En avril 2016, Kill the Noise sort le clip de son single I Do Coke avec Feed Me, extrait de son album OCCULT CLASSIC. OCCULT CLASSIC est suivi par un album de 17 remixes intitulé ALT CLASSIC sorti le 13 mai 2016. En 2016, il produit un remake du classique Relax de Frankie Goes to Hollywood avec A$AP Rocky, Nitty Scott et Sam Sparro pour Zoolander 2. Kill The Noise s'est notamment produit au Fuji Rock Festival le 23 juillet 2016.
En 2017, Kill the Noise écrit Divebomb en featuring avec Tom Morello pour le film XXX: Reactivated. À l'automne, Kill the Noise rejoint Seven Lions et Tritonal sur le Horizon Tour qui parcourt l'Amérique du Nord entre octobre et décembre. Kill the Noise s'associe également à Seven Lions pour sortir le single Cold Hearted sur Monstercat Records.
En 2019, Kill the Noise écrit et produit la chanson Redemption en featuring avec Al Jourgensen pour le film Netflix In the Shadow of the Moon.

## Discographie

### Albums studio
- 2015 : Occult Classic
- 2022 : EMBRACƎ
- 2023 : Hollow World